# Trichomasthus gabinius
Trichomasthus gabinius är en stekelart som först beskrevs av Walker 1837.  Trichomasthus gabinius ingår i släktet Trichomasthus och familjen sköldlussteklar. Inga underarter finns listade i Catalogue of Life.